# Long Branch (New Jersey)
Long Branch is een plaats (city) in de Amerikaanse staat New Jersey, en valt bestuurlijk gezien onder Monmouth County.

## Demografie
Bij de volkstelling in 2000 werd het aantal inwoners vastgesteld op 31.340.
In 2006 is het aantal inwoners door het United States Census Bureau geschat op 32.314, een stijging van 974 (3.1%).

## Geografie
Volgens het United States Census Bureau beslaat de plaats een oppervlakte van
16,0 km², waarvan 13,5 km² land en 2,5 km² water.

## Geboren in Long Branch
- Garret Hobart (1844-1899), vicepresident van de Verenigde Staten (1897-1899) en advocaat
- Julius Katchen (1926–1969), pianist
- Mel Ferrer (1917-2008), acteur
- Dan Barry (1923-1997), striptekenaar
- Norman Mailer (1923-2007), journalist en schrijver
- Richard Anderson (1926-2017), acteur
- Thomas Price (1933), roeier
- Paul Cohen (1934-2007),wiskundige
- Bernie Worrell (1944-2016), musicus, componist
- Bruce Springsteen (1949), rockzanger, gitarist en liedjesschrijver
- Patti Scialfa (1953), singer-songwriter

## Plaatsen in de nabije omgeving
De onderstaande figuur toont nabijgelegen plaatsen in een straal van 8 km rond Long Branch.